# Горличка аймарська
Горличка аймарська (Metriopelia aymara) — вид голубоподібних птахів родини голубових (Columbidae). Мешкає в Андах.

## Опис
Довжина птаха становить 17-19 см. Верхня частина тіла блідо-попеляста з рудувато-рожевуватим відтінком. Горло біле, груди рудувато-рожевуваті, живіт охристий. Центральні стернові пера сірувато-коричневі з чорними кінчиками, крайні стернові пера пурпурово-чорні. На крилах є ряд райдужно-золотистих плямок, дві пурпурово-чорні плями, на кінчиках махових пер є пурпурово-чорні смуги. Очі карі, на відміну від інших представників роду, не окаймлені плямою голої шкіри. Молоді птахи мають блідіше забарвлення, рожевий відтінок в їх оперенні відсутній, золотисті плямки на крилах відсутні.

## Поширення і екологія
Аймарські горлички мешкають в Перу (на південь від Аякучо), Болівії, Чилі (на південь до Кокімбо) і Аргентині (на південь до Мендоси). Вони живуть в посушливих гірських районах Анд, зокрема на високогірних луках Пуна в Альтіплано. Зустрічаються на гірських плато, на берегах озер, серед трави, на висоті від 2800 до 5000 м над рівнем моря, на півдні ареалу трапляються на висоті 300 м над рівнем моря. Живляться насінням, яке шукають на землі. Сезон розмноження в Болівії триває з квітня по серпень, в Перу з травня по липень. Гніздяться в траві, іноді на деревах або серед скель, в кладці 2 білих яйця.